# Louise Myrling
Louise Myrling (26 aprile 2000) è un'ex sciatrice alpina svedese.

## Biografia
Specialista delle prove veloci attiva in gare FIS e nazionali dal dicembre del 2016 all'aprile del 2021, la Myrling ha vinto la medaglia d'argento nella discesa libera ai Campionati svedesi 2019; non ha esordito in Coppa Europa o in Coppa del Mondo e non ha preso parte a rassegne olimpiche o iridate.

## Palmarès

### Campionati svedesi
- 1 medaglia:
  - 1 argento (discesa libera nel 2019)